# Villey-Saint-Étienne
Villey-Saint-Étienne település Franciaországban, Meurthe-et-Moselle megyében. Lakosainak száma 1020 fő (2022. január 1.). Villey-Saint-Étienne Aingeray, Fontenoy-sur-Moselle, Francheville, Gondreville, Jaillon, Liverdun és Toul községekkel határos.

## Népesség
A település népessége az elmúlt években az alábbi módon változott:
| Lakosok száma | 567  | 909  | 1037 | 1071 | 1109 | 1104 | 1061 | 1032 | 1021 | 1020 |
|               | 1968 | 1982 | 1990 | 2006 | 2013 | 2015 | 2017 | 2019 | 2020 | 2022 |